# Rommell Ibarra
Rommell Jhon Ibarra Hernández, noto semplicemente come Rommell Ibarra (Caracas, 24 marzo 2000), è un calciatore venezuelano, centrocampista del Dep. La Guaira.

## Caratteristiche tecniche
È un mediano.

## Carriera

### Nazionale
Con la nazionale Under-20 venezuelana ha preso parte al campionato sudamericano 2019.

## Statistiche

### Cronologia presenze e reti in nazionale
| Cronologia completa delle presenze e delle reti in nazionale ― Venezuela under 20 | Cronologia completa delle presenze e delle reti in nazionale ― Venezuela under 20 | Cronologia completa delle presenze e delle reti in nazionale ― Venezuela under 20 | Cronologia completa delle presenze e delle reti in nazionale ― Venezuela under 20 | Cronologia completa delle presenze e delle reti in nazionale ― Venezuela under 20 | Cronologia completa delle presenze e delle reti in nazionale ― Venezuela under 20 | Cronologia completa delle presenze e delle reti in nazionale ― Venezuela under 20 | Cronologia completa delle presenze e delle reti in nazionale ― Venezuela under 20 |
| Data                                                                              | Città                                                                             | In casa                                                                           | Risultato                                                                         | Ospiti                                                                            | Competizione                                                                      | Reti                                                                              | Note                                                                              |
| --------------------------------------------------------------------------------- | --------------------------------------------------------------------------------- | --------------------------------------------------------------------------------- | --------------------------------------------------------------------------------- | --------------------------------------------------------------------------------- | --------------------------------------------------------------------------------- | --------------------------------------------------------------------------------- | --------------------------------------------------------------------------------- |
| 17-1-2019                                                                         | Rancagua                                                                          | Venezuela under 20                                                                | 1 – 0                                                                             | Colombia under 20                                                                 | Sudamericano Sub-20 2019 - 1º turno                                               | -                                                                                 |                                                                                   |
| 19-1-2019                                                                         | Rancagua                                                                          | Cile under 20                                                                     | 1 – 2                                                                             | Venezuela under 20                                                                | Sudamericano Sub-20 2019 - 1º turno                                               | -                                                                                 | 36’                                                                               |
| 21-1-2019                                                                         | Rancagua                                                                          | Brasile under 20                                                                  | 2 – 1                                                                             | Venezuela under 20                                                                | Sudamericano Sub-20 2019 - 1º turno                                               | -                                                                                 |                                                                                   |
| 23-1-2019                                                                         | Rancagua                                                                          | Bolivia under 20                                                                  | 0 – 1                                                                             | Venezuela under 20                                                                | Sudamericano Sub-20 2019 - 1º turno                                               | -                                                                                 | 76’                                                                               |
| Totale                                                                            |                                                                                   | Presenze                                                                          | 4                                                                                 |                                                                                   | Reti                                                                              | 0                                                                                 |                                                                                   |